# Одонтала
Одонтала e междупланинска котловина в Западен Китай, в провинция Цинхай. Дължина от запад-северозапад на изток-югоизток – около 100 km, ширина – до 30 km. Разположена е в североизточната част на Тибетската планинска земя между хребетите Шуртан Ула (на север) и Баян Хара Ула (на юг), височината на които надхвърля 5000 m. Надморската височина на котловината варира от 4234 до 4450 m. Представлява блатиста равнина, покрита предимно с тревиста растителност. По цялото ѝ протежение преминава най-горното течение на река Мачу (Хуанхъ), която последователно протича през езерата Джарин Нур (на 4237 m) и Орин Нур (на 4234 m). Котловината е открита за европейците на 17 май 1884 г. от видния руски географ и пътешественик Николай Пржевалски, които извършва първото ѝ географско изследване и картиране.